# Legió IV Scythica

Mapa de l'Imperi Romà sota el regnat d'Hadrià (125 dC), que mostra la Quarta Legió Scythica, ubicada al riu Eufrates a Zeugma (prop de la moderna Gaziantep, Turquia), a la província romana de Síria, des del 68 dC fins possiblement al segle IV.

La legió IV Scythica va ser una legió romana creada per Marc Antoni cap a l'any 42 aC, segurament quan va emprendre la campanya contra l'Imperi Part, i d'aquí el seu altre cognomen, Parthica. El seu emblema era un capricorn. Per altra banda, el seu cognomen Scythica suggereix que va lluitar contra els escites.
L'any 31 aC, després de la victòria d'Octavi contra Marc Antoni a Àccium, la IV Scythica es va instal·lar a Mèsia. Queden testimonis dels repetits enfrontaments d'aquesta legió contra els bàrbars que travessaven el Danubi entre els anys 29 aC i 27 aC.
Entre els anys 6 i 9 Tiberi la va utilitzar per combatre contra els il·liris i els pannònics. A més van obrir noves vies a tota la zona vora el Danubi.
Durant el regnat de Neró la legió es va traslladar a l'est. La primavera del 58, Gneu Domici Corbuló, amb plens poders, va deixar a Síria la Legió IV Scythica i la Legió XII Fulminata al comandament de Cesti Gal mentre entrava a Armènia des Capadòcia amb les legions III Gallica, VI Ferrata i la XV Apollinaris comandada per Gneu Domici Corbuló restablint el domini romà sobre Armènia, i instaurant al tron al rei Tigranes VI. La IV Scythica va ser derrotada quan formava part d'un atac de represàlia dirigit per Gai Cesenni Pet a la batalla de Randea, però més tard, Gneu Domici Corbuló va venjar la desfeta, encara que aquesta legió no hi va participar perquè havia caigut en el deshonor.
A partir de l'any 66 la legió va quedar estacionada a Zeugma, on encara hi era al segle iii. El 69, l'any dels quatre emperadors, va fer costat a Vespasià, que havia estat oficial de la IV Scythica. Com que la legió estava estacionada a Zeugma ciutat fronterera, és segur que va participar en les guerres entre l'Imperi Romà i l'Imperi Part: a la campanya de Trajà entre els anys 114 i 117 i a la de Luci Ver entre el 161 i el 166, que es va acabar amb la presa i saqueig de Ctesifont, la capital persa. Entre els anys 181 i 183 Septimi Sever va ser el comandant de la legió, que després se la va emportar amb ell l'any 194 quan va fer una campanya contra els parts. Quan Septimi Sever va fer la segona campanya contra els parts (197 - 198) la Legió IV Scythica hi va prendre part, i va tornar a saquejar Ctesifont.
La legió seguia activa a Síria a començaments del segle v, segons diu la Notitia Dignitatum.